# Tuffi alla XXX Universiade - Trampolino 3 metri sincro misti
Il concorso dei tuffi dal trampolino 3 metri sincro misti dell'Universiade di Napoli 2019 si è svolto il 5 luglio 2019, alle 17:00, alla Piscina Mostra d’Oltremare a Napoli. Hanno partecipato alla competizione 20 tuffatori, provenienti da 10 differenti nazioni.

## Risultati
| Pos.    | Nazione       | Atleti                                      | T1    | T2    | T3    | T4    | T5    | Tot.   |
| ------- | ------------- | ------------------------------------------- | ----- | ----- | ----- | ----- | ----- | ------ |
| Oro     | Cina          | Hu Zijie Wu Chunting                        | 48.60 | 48.00 | 64.80 | 70.68 | 69.30 | 301.38 |
| Argento | Russia        | Egor Lapin Evgenia Selezneva                | 48.00 | 48.60 | 66.60 | 63.90 | 60.30 | 287.40 |
| Bronzo  | Messico       | Carolina Mendoza Adán Zúñiga                | 48.60 | 44.40 | 60.45 | 63.00 | 63.00 | 279.45 |
| 4       | Stati Uniti   | Jacob Reid Cornish Meghan Elizabeth O'Brien | 44.40 | 38.40 | 52.20 | 63.24 | 63.90 | 262.14 |
| 5       | Ucraina       | Nikita Kryvopyshyn Diana Shilistiuk         | 46.20 | 45.60 | 62.10 | 64.17 | 43.20 | 261.27 |
| 6       | Giappone      | Chiaki Otsuka Yukiko Wakabayashi            | 43.20 | 40.20 | 49.68 | 55.44 | 60.48 | 249.00 |
| 7       | Corea del Sud | Dayeon Jung Jaegyeong Yi                    | 46.80 | 45.60 | 46.98 | 42.84 | 63.00 | 245.22 |
| 8       | Italia        | Gabriele Auber Laura Bilotta                | 41.40 | 45.60 | 38.70 | 53.01 | 62.10 | 240.81 |
| 9       | Australia     | Holly Cushing Nicholas Jeffree              | 41.40 | 42.00 | 55.08 | 54.60 | 26.10 | 219.18 |
| 10      | Germania      | Jana Lisa Rother Frithjof Seidel            | 43.20 | 42.60 | 51.30 | 55.80 | 0.00  | 192.90 |